# El príncipe de los Cuatro Vientos
El príncipe de los Cuatro Vientos es el segundo título de la saga de alta fantasía Las cenizas del Juramento, del escritor chileno Joseph Michael Brennan (seudónimo de Exequiel Monge Allen).

## Sinopsis
El libro transcurre en dos escenarios, el primero relata la guerra en el Sur (siguiendo las líneas argumentativas del libro anterior) y el segundo transcurre en el Imperio de los Condenados, al norte. Ambos escenarios se unen al final de la historia.
Ha estallado la guerra. Tarian es ahora el Príncipe de los Cuatro Vientos y lucha junto a Tahmuz -quien se entrena como aprendiz del Juramento- para convencer a las demás ciudades de que se enfrenten al general Galkirion, en cuyas manos continúa el trono. Muy lejos de allí, Asur-Tharisag, Señor de la Casa de las Espinas, está a punto de hacerse con el poder del Imperio de los Condenados, en tanto que su hijo Ataru lucha por convertirse en un «dios guerrero». Pero, ¿estará el joven dispuesto a sacrificar lo que más ama?